# Whatever It Takes (canción de Imagine Dragons)
«Whatever It Takes» (en español: «Lo que sea Necesario») es una canción de la banda estadounidense de Pop rock Imagine Dragons. Fue lanzado el 9 de mayo de 2017 por medio de KIDinaKORNER e Interscope Records originalmente como un sencillo promocional de su tercer álbum de estudio «Evolve», convirtiéndose posteriormente en su tercer sencillo el 6 de octubre de 2017. Fue escrita por la agrupación y el productor neozelandés Joel Little.

## Antecedentes
La canción fue anunciada junto con el nombre de su próximo álbum de estudio, «Evolve», a través de Twitter el 9 de mayo de 2017.
La banda subió en su cuenta de YouTube un video con la letra del sencillo en 360° el 13 de septiembre del 2017. Pero el video musical oficial fue lanzado el 12 de octubre del 2017 en su cuenta de YouTube.

## Lista de sencillos
| Whatever It Takes: Descarga digital |                     |                 |          |  |
| N.º                                 | Título              | Artista(s)      | Duración |  |
| 1.                                  | «Whatever It Takes» | Imagine Dragons | 3:21     |  |

| Whatever It Takes: CD Promocional |                                          |                        |          |  |
| N.º                               | Título                                   | Artista(s)             | Duración |  |
| 1.                                | «Whatever It Takes»                      | Imagine Dragons        | 3:21     |  |
| 2.                                | «Thunder [Official Remix]» (with K.Flay) | Imagine Dragons K.Flay | 3:15     |  |

## Créditos
Adaptado del booklet de «Evolve».
Whatever It Takes
- Interpretado por Imagine Dragons.
- Escrito por Dan Reynolds, Wayne Sermon, Ben McKee, Daniel Platzman y Joel Little.
- Publicado por Imagine Dragons Publishing (BMI) / Universal/KIDinaKORNER, Joel Little (APRA) - EMI Blackwood Music Inc. (BMI).
- Producido y Grabado por Joel Little en “Golden Age” (Los Ángeles, California).
- Grabación Adicional en “Ragged Insomnia Studio” (Las Vegas, Nevada).
- Mezclado por Serban Ghenea.
- Ingeniería de Mezcla por John Hanes.
- Mezclado en “MixStar Studios” (Virginia Beach, VA).
- Masterizado por Randy Merrill en “Sterling Sound” (Nueva York).

℗ 2017 KIDinaKORNER/Interscope Records
Imagine Dragons
- Dan Reynolds: Voz.
- Wayne Sermon: Guitarra.
- Ben McKee: Bajo.
- Daniel Platzman: Batería.

## Certificaciones
| País (Organismo certificador) | Certificaciones | Ventas certificadas | Ref.  |
| ----------------------------- | --------------- | ------------------- | ----- |
| Estados Unidos (RIAA)         | 4× Platino      | 4 000               | [ 6 ] |

## Historial de lanzamientos
| Región        | Fecha             | Formato          | Discográfica                    | Ref.. |
| ------------- | ----------------- | ---------------- | ------------------------------- | ----- |
| Todo el mundo | 8 de mayo de 2017 | Descarga digital | KIDinaKORNER Interscope Records | [ 7 ] |